# ألفرد غيلبرت
كان السير ألفريد جيلبرت (بالإنجليزية: Alfred Gilbert) (12 أغسطس 1854- 4 نوفمبر 1934) نحاتًا بريطانيًا. ولد في لندن ودرس النحت على يد كل من جوزيف بويم وماثيو نوبل وإدوارد لانتيري وبيير جولز كافيليير. أول أعماله التي نالت أهمية كبيرة، كيس أوف فيكتوري، وثلاثية بيرسيوس آرمنغ وإيكاروس والكوميديا والمأساة. امتدت أغنى سنوات إنتاجه منذ أواخر ثمانينيات القرن التاسع عشر حتى منتصف تسعينيات القرن التاسع عشر. أنجز في هذه الفترة أعمالًا احتفالية كالنصب التذكاري للملكة فيكتوريا في ذكرى اليوبيل الذهبي والنصب التذكاري لنافورة شافتسبري.
استكشف ألفريد بالإضافة إلى فن النحت تقنيات أخرى مثل صناعة الذهب وتطعيم المعادن، الدمشقة. رسم أيضًا لوحات مائية ورسومًا توضيحية للكتب. أصبح عضوًا في الأكاديمية الملكية للفنون عام 1892، بدأت بعد ذلك حياته الشخصية تتكشف عن استدانته للكثير من العمولات وغرقه في الديون، بالإضافة إلى تدهور صحة زوجته العقلية في نفس تلك الفترة. استلم ألفريد عمولة من القصر الملكي لتصميم قبر الأمير ألبرت فيكتور عام 1892، لكنه لم يتمكن من إنهائه، فازدادت الشكاوى من عملاء آخرين غير راضيين. أجبر ألفريد على إعلان إفلاسه وتقديم استقالته من الأكاديمية الملكية في منتصف القرن العشرين. انتقل للعيش في بروج بعد شعوره بالخزي وانفصل عن زوجته. تزوج مرة أخرى ودخل مرحلة جديدة أنتج خلالها بعض الأعمال.
ساعدته الصحافية إيزابيل ماكليستر على إعادة تأهيل حياته المهنية في عشرينيات القرن العشرين. عاد إلى بريطانيا وأنهى أخيرًا العمل على قبر الأمير آلبرت فيكتور، وتسلم مهامًا جديدة كالنصب التذكاري للملكة أليكساندرا. عاد جيلبرت كعضو إلى الأكاديمية الملكية عام 1932 وأعطي لقب فارس. توفي عام 1934 عن عمر ناهز 80 عامًا. كان جيلبرت مصدر إلهام أساسي لتيار النحت الجديد، ويعتبر واحدًا من أبرز النحاتين في العصر الفيكتوري في القرن الحادي والعشرين.

## النشأة
ولد ألفريد جيلبرت في 12 أغسطس عام 1854 في شارع بيرنرز 13، بالقرب من شارع أوكسفورد في وسط لندن. كان الابن الأكبر لشارلوت كول وألفريد جيلبرت، اللذان عملا كموسيقيين. عُرف شارع بيرنرز حينذاك بكونه منطقة مشهورة بالفنانين والموسيقيين، حيث وجد الكثير من المتاجر لبيع الزجاج الملون والمنحوتات واللوحات وأعمال البرونز الفنية. امتلك كل من فورد مادوكس براون وإدوارد هودجيس بايلي استديوهات في الجوار. كان مقر أكاديمية لي في الجوار أيضًا (بإدارة جيمس ماثيوز لي)، التي أصبحت فيما بعد مدرسة توماس هيذرلي للفنون. التحق جيلبرت أولًا بأكاديمية ويليام كيمسهيد البحرية بالقرب من بورتسماوث لبضعة أشهر في عام 1863، ثم بعد ذلك إلى مدرسة ميرسر في مدينة لندن، وبعدها إلى مدرسة ألدنهام في هيرتفوردشاير، حيث درّس والده الموسيقى. صرح جيلبرت فيما بعد: «لطالما كرهت المدرسة»، واستمتع أكثر بقضاء الوقت مع جده لأبيه الذي علمه أشغال الخشب. بدأ جيلبرت في مدرسة ألدنهام بنحت وجوه زملائه باستخدام الطين الذي جلبه من الخنادق، وكان مدير المدرسة ألفريد ليمان مشجعًا كبيرًا، ما دفع جيلبرت لنحت تمثال له بالطول الكامل عام 1872.
شجع والد جيلبرت ابنه كي يصبح جراحًا، فتقدم جيلبرت إلى الكلية الملكية للجراحين وقُبل فيها في عام 1872. ذهب بعد ذلك للحصول على منحة دراسية في مستشفى ميدلسيكس للعمل كجراح لكنه رُفض، ما سمح له بالسعي خلف اهتمامه الحقيقي بالنحت. درس أولًا في مدرسة توماس جاي. هيذرلي للفنون منذ عام 1873 حتى عام 1875. كان من بين زملائه في الدراسة كل من فرانك ديكسي وجونستون فوربس روبرتسون وجون ماكلان سوان وهامو ثورنيكروفت وجي دبيلو ووترهاوس. عمل في استوديوهات السير جوزيف بويم، ماثيو نوبل وويليام غيبس روجرز، رغبة منه بمزيد من التعلم. اعتبر جيلبرت السير بويم ومساعده إدوارد لانتيري بمثابة معلمين حقيقيين له.
سافر جيلبرت بعد ذلك إلى باريس للدراسة في مدرسة الفنون الجميلة تحت إشراف بيير جولي كافيليير. وقع في حب قريبته أليس جاين جيلبرت وأجبرا على الفرار. أقاما أولًا في فندق لي آرتيسيان في بلاس دو لا مادلين، ثم في شارع هومبولت17. عاد جيلبرت إلى إنجلترا في أبريل عام 1878 لوداع أخيه الأصغر جوردون الذي كان على فراش الموت بسبب إصابته بالسل وهو في العشرين من عمره. انتقل جيلبرت مع زوجته وولديه الصغيرين إلى روما في وقت لاحق من ذلك العام. استقرت العائلة في فيكولو دي ميراكولي 63، وعانت من مشاكل مالية بسبب انتظار جيلبرت الحصول على عمولات لقاء عمله في حين اضطر لدفع الإيجار. مع حلول عام 1881 قضى جيلبرت وقته في العمل بين استديو جديد في سان باسيليو 81 واستديو كابري، وفي عام 1884 عاد إلى إنجلترا.

## حياته المهنية

### أعماله المبكرة
كان أول عمل مهم لجيلبرت هو كيس أوف فيكتوري (1878-1881) الذي يجسد محاربًا رومانيًا يموت في أحضان النصر. انتقل مع عائلته إلى روما لصنع المنحوتة الرخامية متأثرًا بالنحاتين المشهورين في عصر النهضة مثل تشيليني ودوناتيلو وجيامبولوغنا وفيروشيو، وعرض هذا العمل في الأكاديمية الملكية للفنون في عام 1882.
استلهم جيلبرت منحوتته بيرسيوس آرمنغ (1882) من زيارة لفلورنسا وتأثره بمنحوتة ديفيد للنحات دوناتيلو ومنحوتة بيرسيوس مع رأس ميدوسا للنحات تشيليني. كانت تلك المنحوتة أول أعمال جيلبرت البرونزية. لاقى هذا العمل إشادة كبيرة ما شجع فريدريك لايتون على تكليف جيلبرت بمنحوتة إيكاروس (1884) التي عرضت في الأكاديمية الملكية في عام 1884 إلى جانب منحوتة ستادي أوف ذا هيد (83-1882).

## التعليم
تعلم في المدرسة الوطنية للفنون الجميلة
.

## روابط خارجية
- ألفرد غيلبرت على موقع الموسوعة البريطانية (الإنجليزية)